# Komik
A komik (zürjének) Oroszországban élő finnugor eredetű nép. Legtöbbjük a Komiföldön és a Permi határterületen él. Komik élnek még a Murmanszki területen, a Hanti- és Manysiföldön és a Jamali Nyenyecföldön. Oroszországban a komikat etnikailag két csoportra, a komikra és a permjákokra osztják, melyek a közös nyelv ellenére mára önálló identitással rendelkeznek.

## Történelem
A komi nép legközelebbi rokona az udmurt, a két népet szokták permieknek is nevezni. A zürjének önálló élete Kr. u. 9-10. században kezdődött meg, amikor a permiek egy csoportja a bolgárok elől a Vjatka és a Káma vidékéről észak felé vándoroltak. A 11. században elérik a Vicsegda vonalát és a 14. századra alapítják meg országukat, Bjarmát, és a Szuhona és a Vicsegda összefolyásánál központjukat, Pyrast. Az udmurtok és a komik 1000 tájékán még egy nyelvet beszéltek, ekkor kezdődött meg nyelvi szétválásuk, bár ma is sokat megértenek egymás nyelvéből. A komik a 11. századtól a 13. századig virágzó kapcsolatban álltak a vepszékkel és a karélokkal, akik a mai Arhangelszk körül éltek, azonban ez a kapcsolat nem volt hosszú távú, mert az oroszok már a 13. századtól kezdve megvetették a lábukat a két nép között futó kereskedelmi út mentén.
A korai orosz államalakulatok (kezdetben a Novgorodi Köztársaság, később a Moszkvai Nagyfejedelemség) 1552-ig csak ebbe az irányba tudtak terjeszkedni a Kazanyi tatár kánság miatt, ezért a komik már igen korán szerepelnek az orosz őskrónikákban adófizető népként. A 14. századtól az oroszok célként tűzték ki a környező pogány népek megtérítését, és ez a komi körében sikerrel is járt. Köszönhető ez Permi Szent Istvánnak, aki habár orosz származású volt, komi környezetben nőtt fel, így a komikhoz anyanyelvükön tudott szólni, és a többi orosz térítővel szemben békés eszközökkel térített. Ekkor élték a zürjének kulturális fénykorukat. Permi Szent István megszervezte a Permiai püspökséget, kialakított egy írásrendszert a komiknak, az aburt, mely szándékosan eltért az orosztól. Ekkoriak az első komi nyelvemlékek, melyek görögről lefordított liturgiák, evangéliumi részletek.
Permi Szent István halála ennek a sokat ígérő kornak a végét és az egyre agresszívabb orosz terjeszkedés korát jelentette. Nyugatról, délről orosz telepesek érkeztek, akik az őslakók jogait semmibe véve igyekeztek hatalmat szerezni maguknak, ráadásul az Urálon túli vogulok, osztjákok és tatárok keletről támadták Komiföldet, mivel féltek a keresztény terjeszkedéstől. A komi fejedelmek kezéből lassan kicsúszott minden hatalom az orosz nagybirtokosok és az oroszpárti papság javára. Különösen nagy csapást jelentett a komikra a Sztroganov család, amely a 16. században az Urál vidékén mérhetetlen nagyságú területeket kapott, s a vidék komi lakosságát rabszolga sorba süllyesztette. A komik ellenben szívósan ragaszkodtak kultúrájukhoz és anyanyelvükhöz, ezért (egyedülálló módon a finnugor népek közül) sok orosz elzürjénesedett.
Jelentős változás az első világháborút követő forradalmak után következett be a komik körében. 1921. augusztus 22-én Szovjet-Oroszország önkormányzatot adott az északi komik részére, létrejött a Komi Köztársaság elődje, a Komi autonóm terület. (Ez 1936-ban alakult át autonóm köztársasággá.) Ebben az időben a lakosság 92%-a komi anyanyelvű volt, és csak 6% volt orosz. A Káma vidékén élő permjákok számára 1925. február 26-án szerveztek külön autonóm körzetet. Az 1930-as évektől a gyors gazdasági fejlődéssel összefüggésben erőteljes orosz betelepülés kezdődött. Ebben a korszakban számos munkatábor létesült Komiföldön, ahol százezrek haltak meg.
1990-re a köztársaságban élő komik száma mintegy az egyharmadával nőtt 1939-hez képest, az össznépesség viszont a négyszeresére emelkedett a nagy számú betelepülés miatt. Ezért az 1920-as évek 90% feletti arányával szemben a 20. század végére a népesség kevesebb mint egynegyedét alkották. Jelentős kisebbséget alkotnak az ukránok, tatárok és németek, és nagyjából 4000 szamojéd él az északi határ mentén. 1993-ban a Komi Köztársaság vendége Göncz Árpád, megalakul a komi nemzeti párt (Dorjam Asjnymös - Megvédjük Magunkat). 2005. december 1-jén a Permják autonóm körzet (melyben a komik aránya 60% volt) egyesítették a Permi területtel.

## Komi nyelv
A komi nyelv az uráli nyelvcsalád finnugor ágának egy nyelve, legközelebbi rokonnyelve az udmurt, mellyel közösen alkotják a permi nyelveket.

## Komi kultúra
A komi nép a legkorábban és leginkább asszimilálódott az európai világba, ennek eredményeképp egy szomszédos orosz és komi falu építészetileg, lakberendezésileg alig különbözik egymástól. A folklór különböző elemeit is átvették: népszokásokat, népviseletet. A komi zene is igen oroszos, ám a részletek megfigyelése után bárki észreveheti a sajátos komi elemeket. Egyedül a nyelvükhöz ragaszkodtak a komik, makacsul megőrizték a történelem során, és őrzik ma is.
Híres komik: 
- Permi Szent István, a komik megtérítője, az első Permiai püspök.
- Ivan Kuratov, aki a 19. század legjelentősebb komi költője, "komi Petőfi".
- P. A. Szorokin, az orosz szociológia egyik megalapítója. Később Amerikába emigrált, és ott világhírt szerzett, életrajza több nyelven is megjelent.
- K. F. Zsakov, néprajztudós, szabadgondolkodó, filozófus, emigrációban halt meg.
- V. I. Lütkin, finnugor nyelvész, Magyarországon is tanult, komi költészet terjesztője, Ilja Vasz álnéven költő.
- Ligyia Loginova, zenész

## Étkezési szokásaik
A komik hagyományos ételei húsból, halból és növényi tápanyagokból készültek. A húsokból általában levesféléket főztek, de annak hiányában ételeiket zöldségekből, főként savanyú káposztából főzték. Halból is főztek levest, de nem kizárólag azt. Nagyon kedvelték a hallal töltött különböző tésztaféléket is. Ezek az ünnepi asztal elengethetetlen részét képezték. Ugyancsak az ünnepi asztal része volt a kelt tésztából készült palacsinta, amit túrós tejföllel ettek. A gabonafélékből gyakran készítettek kásákat, vagy hússal, gombával, gyümölccsel töltött tésztákat. Egyik legkedveltebb ételük (akárcsak az udmurtoknak) a pelnyany ‘fülkenyér’ volt. Ez darált hússal töltött főtt tészta. Tejtermékek közül tejet, túrót, tejfölt és vajat fogyasztottak. Az italok közül pedig kedvelték a gabona erjesztésével készült kvaszt, a házi sört, melyet minden ünnepre maguk készítettek el. Készítettek még különféle növényekből teákat és nyírfalevélből üdítőitalt. Nem volt jellemző a szeszes italok fogyasztása egészen a XX. századig amikor bonyolult társadalmi és lelki okok miatt elterjedt.